# Germainia capitata
Germainia capitata är en gräsart som beskrevs av Benedict Balansa och Poitr. Germainia capitata ingår i släktet Germainia och familjen gräs. Inga underarter finns listade i Catalogue of Life.